# Barefoot and the Shoes
Barefoot and the Shoes was een Belgische indiefolkgroep bestaande uit de muzikanten Brent Buckler (zanger-gitarist), Sander Cliquet (sologitarist), Vincent Lembregts (basgitaar) en Marijn Geerts (drums).
In mei 2011 bracht Barefoot and the Shoes zijn eerste album uit, Exit out of Dreamland. Daarop kregen ze de hulp van mondharmonicaspeler Steven De bruyn (bluesharp in "No Time to Waste") en Kloot Per W (achtergrondzanger in "Prospèr").
Ze speelden op vele festivals in Vlaanderen, waaronder Marktrock Leuven, Folk Dranouter, (Ge)Varenwinkel Festival in Herselt en Swing Wespelaar.
In februari 2013 brachten ze in eigen beheer hun tweede album uit, The Lalaland Laggard. De titel verwijst naar de achterblijver in dromenland, daar waar Exit out of Dreamland symbool stond voor volwassenwording. De verschijning van The Lalaland Laggard ging gepaard met een korte tournee door Vlaanderen, waarbij optredens plaatsvonden in Leuven, Brussel, Hasselt, Antwerpen, Oostende, Gent en Herentals.
In 2017 werd de band omgedoopt tot The Radar Station en gingen ze verder met een nieuwe sound van eigentijdse indierock met echo's van eightiespop.